# Scheldeprijs 2010
Lo Scheldeprijs 2010, novantaseiesima edizione della corsa, valido come evento dell'UCI Europe Tour 2010 categoria 1.HC, si svolse il 7 aprile 2010 per un percorso di 205,4 km. Fu vinto dallo statunitense Tyler Farrar, che terminò la gara in 4h28'42" alla media di 45,848 km/h.
Furono 170 in totale i ciclisti che portarono a termine il percorso.

## Ordine d'arrivo (Top 10)
| Pos. | Corridore          | Squadra       | Tempo    |
| ---- | ------------------ | ------------- | -------- |
| 1    | Tyler Farrar       | Garmin        | 4h28'42" |
| 2    | Robbie McEwen      | Katusha       | s.t.     |
| 3    | Robert Förster     | Milram        | s.t.     |
| 4    | Greg Henderson     | Sky           | s.t.     |
| 5    | Wouter Weylandt    | QuickStep     | s.t.     |
| 6    | Enrico Rossi       | Cer. Flaminia | s.t.     |
| 7    | Kris Boeckmans     | Topsport Vl.  | s.t.     |
| 8    | Jimmy Casper       | Saur-Sojasun  | s.t.     |
| 9    | Lloyd Mondory      | AG2R La Mon.  | s.t.     |
| 10   | Alexander Kristoff | BMC           | s.t.     |